# Сабріна Еспозіто
Сабріна Еспозіто (італ. Sabrina Esposito; нар. 22 жовтня 1985, Модена) — італійська борчиня вільного стилю, срібна призерка чемпіонату Європи, чемпіонка та срібна призерка Середземноморських ігор.

## Життєпис
Боротьбою почала займатися з 1996 року. Тричі — у 2002, 2004 та 2005 роках завойовувала золоті нагороди на чемпіонатах Європи серед юніорів.
Тренер — Джованні Скілачі.

## Спортивні результати на міжнародних змаганнях

### Виступи на Чемпіонатах світу
| Змагання                        | Збірна | Вагова категорія          | Місце |
| ------------------------------- | ------ | ------------------------- | ----- |
| Чемпіонат світу з боротьби 2003 | Італія | жіноча боротьба, до 63 кг | 7     |
| Чемпіонат світу з боротьби 2005 | Італія | жіноча боротьба, до 55 кг | 19    |
| Чемпіонат світу з боротьби 2007 | Італія | жіноча боротьба, до 55 кг | 22    |
| Чемпіонат світу з боротьби 2008 | Італія | жіноча боротьба, до 59 кг | 5     |

### Виступи на Чемпіонатах Європи
| Змагання                         | Збірна | Вагова категорія          | Місце  |
| -------------------------------- | ------ | ------------------------- | ------ |
| Чемпіонат Європи з боротьби 2004 | Італія | жіноча боротьба, до 59 кг | Срібло |
| Чемпіонат Європи з боротьби 2008 | Італія | жіноча боротьба, до 55 кг | 5      |
| Чемпіонат Європи з боротьби 2009 | Італія | жіноча боротьба, до 59 кг | 9      |

### Виступи на Середземноморських іграх
| Змагання                    | Збірна | Вагова категорія          | Місце  |
| --------------------------- | ------ | ------------------------- | ------ |
| Середземноморські ігри 2005 | Італія | жіноча боротьба, до 55 кг | Срібло |
| Середземноморські ігри 2009 | Італія | жіноча боротьба, до 59 кг | Золото |

### Виступи на інших змаганнях
| Змагання                                                        | Збірна | Вагова категорія          | Місце  |
| --------------------------------------------------------------- | ------ | ------------------------- | ------ |
| Тестовий турнір FILA 2004                                       | Італія | жіноча боротьба, до 63 кг | 7      |
| Олімпійський кваліфікаційний турнір з боротьби 2004 (Туніс)     | Італія | жіноча боротьба, до 63 кг | 19     |
| Олімпійський кваліфікаційний турнір з боротьби 2004 (Мадрид)    | Італія | жіноча боротьба, до 63 кг | 4      |
| Austrian Ladies Open 2004                                       | Італія | жіноча боротьба, до 59 кг | Срібло |
| Austrian Ladies Open 2007                                       | Італія | жіноча боротьба, до 55 кг | 15     |
| Олімпійський кваліфікаційний турнір з боротьби 2008 (Едмонтон)  | Італія | жіноча боротьба, до 55 кг | 15     |
| Олімпійський кваліфікаційний турнір з боротьби 2008 (Хапаранда) | Італія | жіноча боротьба, до 55 кг | 5      |

### Виступи на змаганнях молодших вікових груп
| Змагання                                       | Збірна | Вагова категорія          | Місце  |
| ---------------------------------------------- | ------ | ------------------------- | ------ |
| Чемпіонат Європи з боротьби серед кадетів 2000 | Італія | жіноча боротьба, до 60 кг | 9      |
| Чемпіонат Європи з боротьби серед кадетів 2001 | Італія | жіноча боротьба, до 60 кг | 6      |
| Чемпіонат Європи з боротьби серед юніорів 2002 | Італія | жіноча боротьба, до 58 кг | Золото |
| Чемпіонат світу з боротьби серед юніорів 2003  | Італія | жіноча боротьба, до 59 кг | 13     |
| Чемпіонат Європи з боротьби серед юніорів 2004 | Італія | жіноча боротьба, до 59 кг | Золото |
| Чемпіонат світу з боротьби серед юніорів 2005  | Італія | жіноча боротьба, до 55 кг | 10     |
| Чемпіонат Європи з боротьби серед юніорів 2005 | Італія | жіноча боротьба, до 55 кг | Золото |